# Prokljuvani (Bjelovar)
Prokljuvani is een plaats in de gemeente Bjelovar in de Kroatische provincie Bjelovar-Bilogora. De plaats telt 292 inwoners (2001).